# Aeroportul Jaipur
Aeroportul Jaipur (IATA: JAI, ICAO: VIJP) este un aeroport din Jaipur, Jaipur district⁠(d), Jaipur division⁠(d), Rajasthan, India ce deservește zona Jaipur. Aeroportul a fost tranzitat în decembrie 2022 de 496.770 de pasageri. A fost numit după zona deservită.
Situat la o altitudine de 385 m, aeroportul dispune de o singură pistă. Este operat de Airports Authority of India⁠(d).